# جان ريمون توسو
جان ريمون توسو (بالفرنسية: Jean-Raymond Toso)‏ ولد بتاريخ 17 ديسمبر 1952 في أولنيه سو بوا، هو دراج فرنسي سابق.

## روابط خارجية
- جان ريمون توسو على موقع أرشيف الدراجات (الإنجليزية)
- جان ريمون توسو على موقع إحصائيات الدراجات الإحترافية (الإنجليزية)